# 경상남도교육연구정보원
경상남도교육연구정보원(慶尙南道敎育硏究情報院)은 지방교육자치에 관한 법률 제32조에 따라 교육의 이론과 실제를 조사·연구·현장지도하고, 교육·정보자료를 개발·보급하며, 교육정보 관리·운용과 교원연수를 위하여 경상남도교육청 산하에 설치된 소속기관이다.